# 우추르강
우추르강(러시아어: Учур, 예벤키어: Учур, 야쿠트어: Учур)는 시베리아에 위치한 강이다. 알단강의 지류이고 사하 공화국에 위치해 있다.